# Steffen Stegger
Steffen Stegger (født 16. marts 1965 i Assens ved Hadsund) er en dansk sejlsportsmand. Han har deltaget i 5 verdensmesterskaber, hvor han har vundet guld to gange. Han er aktiv gennem Hadsund Sejlklub.

## Medaljer

### VM
- Bronze - VM, Danmark 2013.[1]
- Guld - VM, Norge, 2010.[2]
- Guld - VM, Holland, 2009.[3]
- Sølv - VM, Finland, 2008.
- Sølv - VM, Schweiz, 2007.[4]

### DM
- Sølv - DM 2014.[5]
- Sølv - DM 2013.[6]
- Guld - DM 2002.[7]
- Guld - DM 2007.[7]